# Тврдица (Молдавија)
Тврдица (буг. Твърдица) је град у Тараклијском рејону, у Молдавији. Град је основан за време Руско-турског рата од стране бугарских досељеника из истоименог града у Бугарској по коме дугује назив. Локални Бугари чине део Бесарабијских Бугара.
Претходно општина, Тврдица је добила статус града 2013. године.